# Neurosigma siva
Neurosigma siva är en fjärilsart som beskrevs av John Obadiah Westwood 1850. Neurosigma siva ingår i släktet Neurosigma och familjen praktfjärilar. Inga underarter finns listade i Catalogue of Life.

## Bildgalleri

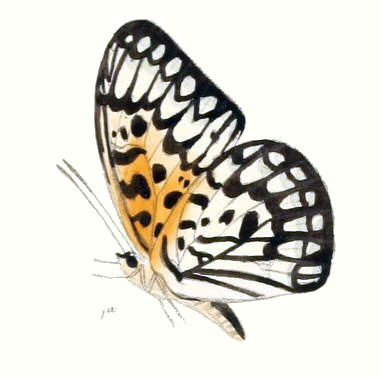
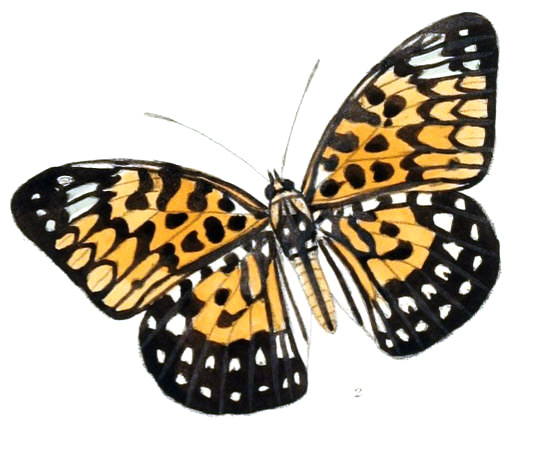
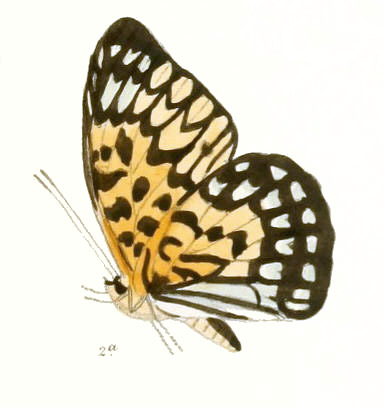
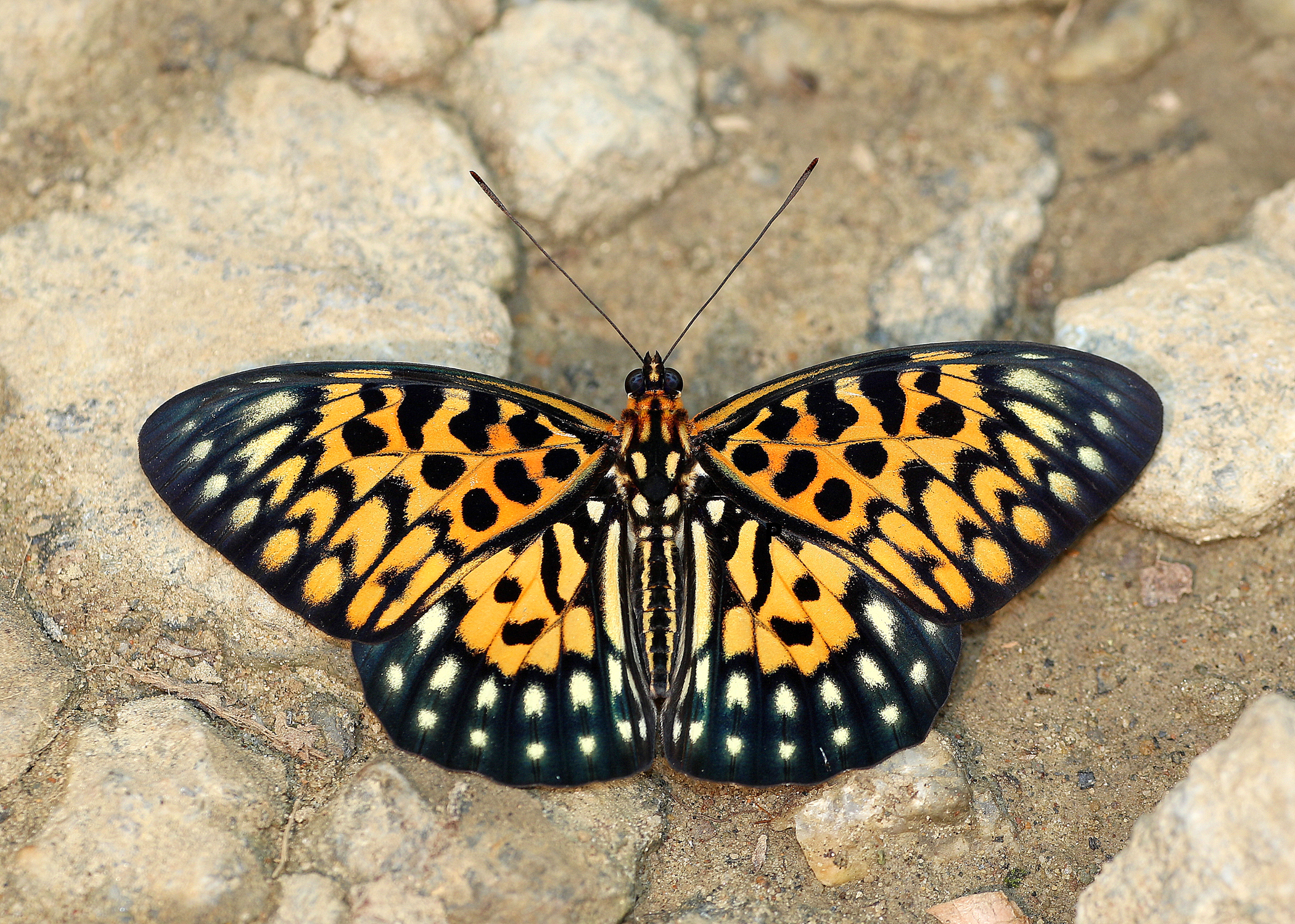